# 列比亚扎河 (萨哈林州)
列比亚扎河（俄语：Река Лебяжья）又稱木越川（日语：／），是俄羅斯萨哈林州多林斯克区河流，长30公里，流域面积161平方公里，在距河口600米处注入奈巴河。

## 引用
1. ↑  М·Г·瓦西科夫斯基. . 列宁格勒: 气象出版社. 1973 （俄语）.
2. ↑  . 国家水登记处.   [2024-08-23]. （原始内容存档于2024-12-03） （俄语）.